# サンズ・マカオ
サンズ・マカオ（繁体字: 金沙娛樂場）は、マカオにあるカジノ・リゾート。

## 概要
サンズはラスベガス・サンズ社により所有され、ポール・スティールマン・デザイン・グループにデザインが行われた。敷地は22万9千平方フィートのカジノ部分と、51室のVIP専用ホテルで構成されている。これは、主に中国本土から日帰りで訪れる観光客の多くが、目的地としてサンズに訪れることを反映したものである。建物の高さは79m。
ラスベガス・サンズの社長で世界14人の富豪の一人であるシェルドン・アデルソンは、ラスベガスに本社を置く彼の会社が「すぐに中国の企業になるだろう」と述べ、ラスベガスがいずれ「アメリカのマカオ」と呼ばれることになると冗談を飛ばしていたという。2007年2月12日、ラスベガス・サンズ社の社長と経営陣は、2010年までにマカオがラスベガスにある「ラスベガス・ストリップ」をも上回るカジノ・リゾート地になり、カジノ産業は2倍になるだろうと予測している。

## 歴史
カジノは2004年5月18日にオープンし、2億4千万アメリカドルの総工費を要した。建設に投資するために発行された全ての抵当権は、2005年5月に清算が終了している。2006年、サンズ・カジノは拡張工事を終え、敷地面積はそれまでの16万5千平方フィートから22万9千フィートへと増強された。カジノ自体は740台のテーブルゲームを収容しているが、これは世界にあるどの単体カジノをも上回る規模である。ラスベガス・サンズ社はこの数字をもとに、サンズ・マカオが世界で最も大きいカジノであると主張している。